# Torsten Harmsen

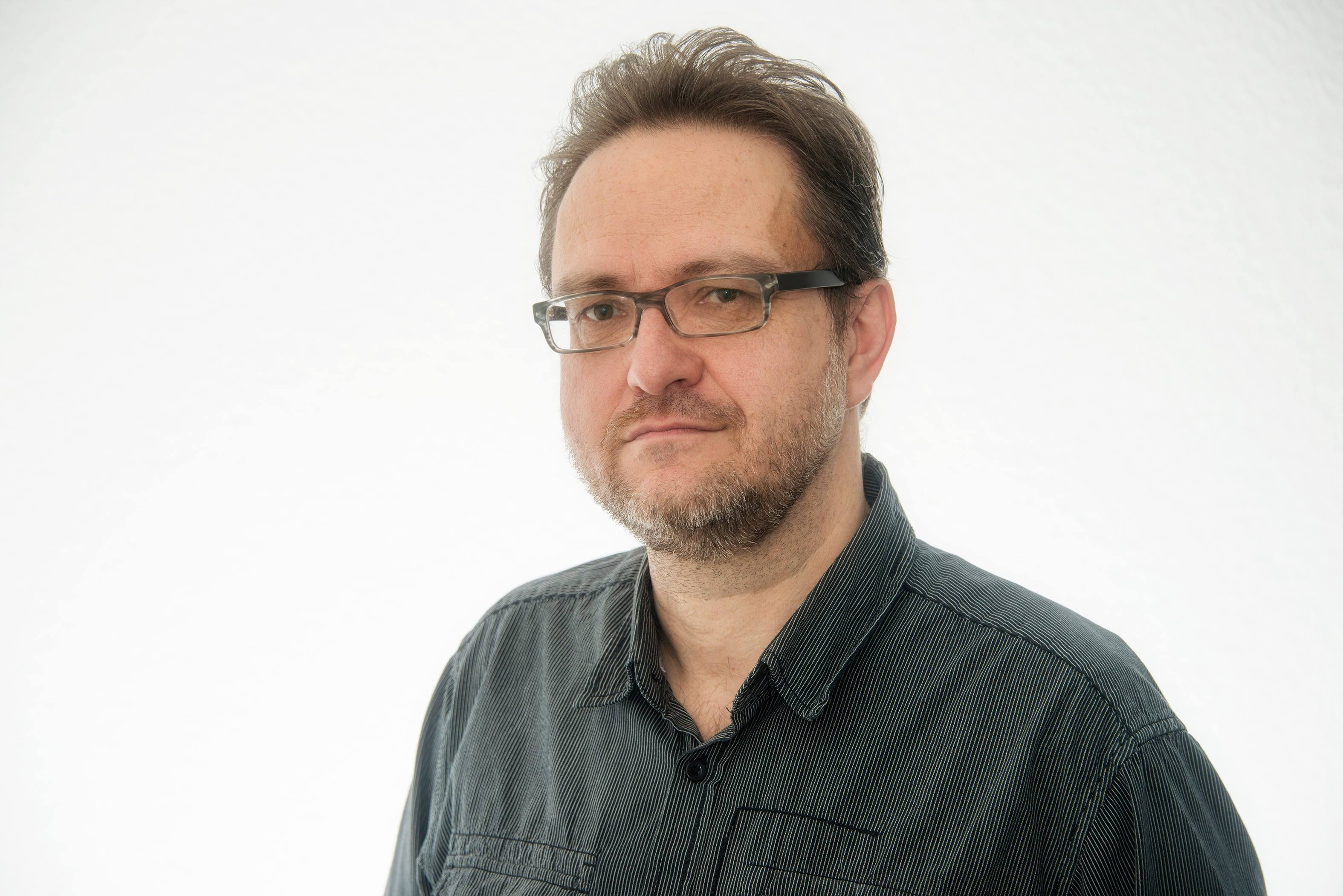
Torsten Harmsen

Torsten Harmsen (* 1961 in Ost-Berlin) ist ein deutscher Journalist, Kolumnist und Schriftsteller.

## Leben
Torsten Harmsen erlernte nach dem Abitur den Beruf des Schriftsetzers. Er belegte ein Abendstudium an der Kunsthochschule Berlin-Weißensee, entschied sich dann aber, Journalist zu werden. Er absolvierte ein Journalistik-Studium an der Universität Leipzig, der zentralen Ausbildungsstätte für Diplom-Journalisten in der DDR. Im September 1988 wurde er Lokalredakteur der Berliner Zeitung, er betreute bald ein eigenes Unter-Ressort für „Geistiges Leben“. Die Seite entwickelte sich in der Zeit des Umbruchs nach dem Mauerfall zu einem angesehenen Ort intellektueller Auseinandersetzung.
Im Feuilleton der Berliner Zeitung betreute Torsten Harmsen über Jahre den Bereich Bildung und Hochschule. Er unterrichtete als Lehrbeauftragter die Studierenden im Masterstudiengang Kulturjournalistik der Universität der Künste (UdK) und betreute die tt festivalzeitung!, ein gemeinsames Journalismus-Projekt der Berliner Festspiele (BFS), der Berliner Zeitung und des UdK-Studiengangs Kulturjournalismus im Rahmen des Berliner Theatertreffens.
2011 wechselte er ins Ressort Wissenschaft. Seine Texte waren über Jahre auch in der Frankfurter Rundschau, dem Kölner Stadt-Anzeiger und der Mitteldeutschen Zeitung zu lesen. Regelmäßig schreibt er in der Berliner Zeitung Glossen in seiner Kolumne Harmsens Welt.
Torsten Harmsen lebt in Berlin-Köpenick, ist verheiratet und hat zwei Töchter.

## Bücher
Harmsen verarbeitete in seinem Buch Papa allein zu Haus (Eichborn-Verlag, Frankfurt am Main, 2000) in humorvollen Geschichten den Alltag mit seinen beiden Töchtern. In seinem Buch Die Königskinder von Bärenburg (Eichborn-Verlag, 2003) erzählt er die Geschichte der deutschen Teilung als modernes Märchen. Anlass dafür bildeten die Fragen seiner älteren Tochter Laura, die am 9. November 1989, dem Tag des Mauerfalls, geboren wurde. 
Im Frühjahr 2018 erschien sein Buch Neulich in Berlin. Kurioses aus dem Hauptstadt-Kaff (BeBra Verlag), eine Sammlung seiner Glossen in der Berliner Zeitung. Mit dem liebevoll-ironischen Blick eines Ur-Berliners erzählt er über seine Stadt, ihre Bewohner und die Besonderheiten des Berlinischen. Als Fortsetzungen erschienen 2019 das Buch Der Mond ist ein Berliner (BeBra Verlag) und 2022 das Buch Berlin brummt (BeBra Verlag). Im Frühjahr 2025 erschien sein Buch Nazi und Kommunist. Zwei deutsche Leben (BeBra Verlag). Harmsen verarbeitet darin die Lebenserinnerungen der ehemaligen Nationalsozialistin Herta Kretschmer (Jahrgang 1903) und des Kommunisten Otto Gröllmann (Jahrgang 1902). Beide hatte er in der Endzeit der DDR kennengelernt.

## Medien
- Silvia Meixner: „Papa allein zu Haus“, der Vater im Erziehungsurlaub. In: Die Welt. 7. Oktober 2000 (über das Buch Papa allein zu Haus von Torsten Harmsen)
- Nermine Kundakci: Ein Mauer-Märchen. Die Königskinder von Bärenburg. In: n-tv. 9. Oktober 2003 (über das Buch „Die Königskinder von Bärenburg“ von Torsten Harmsen)
- Torsten Harmsen: Königskinder von Bärenburg. In: Mitteldeutsche Zeitung/dpa, 3. November 2003
- Gespräch mit Torsten Harmsen über Die Königskinder von Bärenburg Kulturation 1/2004, Online-Journal für Kultur, Wissenschaft und Politik, Reihe: Autoren im Netz, Interview: Petra Schwarz
- Torsten Harmsen: Arbeite mit, plane mit, regiere mit. In: Berliner Zeitung. 3. Januar 2006 (Über die Neujahrsansprache 2006 von Angela Merkel)
- Alexander Osang: Die Früchte der Revolution. In: Der Spiegel. 5. November 2007 (über Torsten Harmsen, seine Tochter und andere zum 18. Jahrestag des Mauerfalls)
- Nobert Koch-Klaucke: Zukunft des Dialekts: Lasst uns wieder berlinern! In: Berliner Kurier. 5. März 2018 (Interview mit Torsten Harmsen)
- Torsten Harmsen: Nazi und Kommunist: Zwei Menschen erzählen ihre Geschichte. In: Berliner Zeitung, 7. März 2025 (Vorabdruck aus dem Buch Nazi und Kommunist. Zwei deutsche Leben)